# شهرستان الصویره
شهرستان الصویره (به عربی: قضاء الصويرة) یک شهرستان‌های عراق در عراق است که در استان واسط واقع شده‌است.